# Soiernseen
Die beiden Soiernseen liegen im gebirgigen nordöstlichen Gemeindegebiet des Marktes Mittenwald unterhalb der Soiernspitze in einer Höhe von 1558 m ü. NHN und 1549 m ü. NHN. Es handelt sich um zwei Bergseen, die rund 65 Meter voneinander entfernt und jeweils drei Hektar groß sind.

## Geschichte
Ihre türkis-blaue Farbe hat schon den Bayernkönig Ludwig II. inspiriert: An ihren Ufern ließ er die Soiernhäuser errichten, das obere bewohnte er im Sommer tageweise. Das Soiernhaus liegt in etwa 70 Höhenmeter oberhalb der Seen, so dass der König auf sie hinunterblicken konnte. Für das Gesinde ließ er direkt am Ufer Unterkünfte sowie Ställe für die Pferde errichten. Der König nutzte die Seen für nächtliche Fahrten mit einem Boot, das sein Gefolge mühsam auf den Berg transportieren musste. Zu seinem Geburtstag ließ er rings um die Seen Bergfeuer entzünden, die sich im Wasser widerspiegelten.